# هربرت اولوفسون
هربرت اولوفسون هو مصارع هاوي سويدي، ولد في 8 أبريل 1910 في لاندسكرونا في السويد، وتوفي في 1 ديسمبر 1978 في ستوكهولم في السويد.

## وصلات خارجية
- هربرت اولوفسون على موقع قاعدة بيانات المصارعة الدولية (الإنجليزية)
- هربرت اولوفسون على موقع أوليمبيديا (الإنجليزية)
- هربرت اولوفسون على موقع اللجنة الأولمبية السويدية (السويدية)